# Rhyacophila tengyelingpa
Rhyacophila tengyelingpa är en nattsländeart som beskrevs av Schmid 1970. Rhyacophila tengyelingpa ingår i släktet Rhyacophila och familjen rovnattsländor. Inga underarter finns listade i Catalogue of Life.